# کله‌سردوا (سرده)
کله‌سردوا (نام علمی: Scleranthus) نام یک سرده از تیره میخکیان است.